# Обиршія-Клошань (комуна)
Обиршія-Клошань, Обиршія-Клошані (рум. Obârșia-Cloșani) — комуна у повіті Мехедінць в Румунії. До складу комуни входять такі села (дані про населення за 2002 рік):
- Годяну (213 осіб)
- Обиршія-Клошань (913 осіб)

Комуна розташована на відстані 276 км на захід від Бухареста, 42 км на північ від Дробета-Турну-Северина, 140 км на південний схід від Тімішоари, 117 км на північний захід від Крайови.

## Населення
За даними перепису населення 2002 року у комуні проживали 1126 осіб, усі — румуни.
Рідною мовою назвали:
| Мова      | Кількість осіб | Відсоток |
| --------- | -------------- | -------- |
| румунська | 1125           | 99,9%    |
| угорська  | 1              | 0,1%     |

Склад населення комуни за віросповіданням:
| Релігія                                       | Кількість осіб | Відсоток |
| --------------------------------------------- | -------------- | -------- |
| православні                                   | 1047           | 93,0%    |
| баптисти                                      | 71             | 6,3%     |
| римо-католики                                 | 4              | 0,4%     |
| адвентисти                                    | 3              | 0,3%     |
| лютерани (Синодально-пресвітеріанська церква) | 1              | 0,1%     |